# کپوردندان کویر
کپوردندان کویر (نام علمی: Aphanius kavirensis) نام یک گونه از سرده کپوردندان است.
این گونه بومزاد ایران است و زیستگاه آن در چشمه علی در دامغان می‌باشد. نرها دارای نوارهای عمودی بر روی بدن و ماده‌ها دارای خال‌های قهوه‌ای تیره در دو طرف بدن می‌باشند.